# Selena Piek
Selena Piek (Blaricum, 30 de septiembre de 1991) es una deportista neerlandesa que compite en bádminton, en las modalidades de dobles y dobles mixto.
En los Juegos Europeos consiguió dos medallas de oro, en Minsk 2019 (dobles) y en Cracovia 2023 (dobles mixto). Ganó siete medallas en el Campeonato Europeo de Bádminton entre los años 2014 y 2024.
Participó en dos Juegos Olímpicos de Verano, ocupando el quinto lugar en Río de Janeiro 2016 y el quinto en Tokio 2020, en la prueba de dobles.

## Palmarés internacional
| Juegos Europeos    | Juegos Europeos            | Juegos Europeos   | Juegos Europeos |
| Año                | Lugar                      | Medalla           | Prueba          |
| ------------------ | -------------------------- | ----------------- | --------------- |
| 2019               | Minsk (Bielorrusia)        | Medalla de oro    | Dobles          |
| 2023               | Tarnów (Polonia)           | Medalla de oro    | Dobles mixto    |
| Campeonato Europeo |                            |                   |                 |
| Año                | Lugar                      | Medalla           | Prueba          |
| 2014               | Kazán (Rusia)              | Medalla de bronce | Dobles          |
| 2016               | La Roche-sur-Yon (Francia) | Medalla de plata  | Dobles          |
| 2016               | La Roche-sur-Yon (Francia) | Medalla de bronce | Dobles mixto    |
| 2018               | Huelva (España)            | Medalla de bronce | Dobles          |
| 2021               | Kiev (Ucrania)             | Medalla de bronce | Dobles          |
| 2022               | Madrid (España)            | Medalla de bronce | Dobles mixto    |
| 2024               | Saarbrücken (Alemania)     | Medalla de bronce | Dobles mixto    |